# Neißeverkehr
Die Neißeverkehr GmbH (NV) ist ein Verkehrsunternehmen des öffentlichen Personennahverkehrs (ÖPNV), das von 1992 bis 2014 im Wesentlichen die Regionalbuslinien im Landkreis Spree-Neiße und einige wenige Linien in den Cottbuser Vororten bereitstellte. Gesellschafter ist die Prignitzer Eisenbahn GmbH, die wiederum zur Netinera Region Ost GmbH gehört. Bis 2020 hielt der Landkreis Spree-Neiße 20 Prozent der Unternehmensanteile. Die Neißeverkehr war im Verkehrsverbund Berlin-Brandenburg (VBB) organisiert und gliederte sich in die Standorte Guben, Forst und Spremberg.
Anfang Mai 2014 wurde bekannt, dass die Neißeverkehr GmbH ab 2015 alle ihre Leistungen im Linienbündel SPN-Ost abgeben musste. Bis zum Jahr 2024 wird das Deutsche-Bahn-Tochterunternehmen DB Regio Bus Ost GmbH die 3½ Mio. Fahrplankilometer fahren. Die Konzernmutter Netinera gab an, dass die eingesetzten Busse bei anderen Tochterfirmen eingesetzt werden sollen. Am 1. Januar 2015 stellte die Neißeverkehr GmbH den Geschäftsbetrieb ein. Bei dem Unternehmen blieben nur das Personal und Fahrzeuge für die Leistungen in SPN-West; der Betriebshof in Guben wurde verkauft. Darüber hinaus hat die NV Teile ihrer Betriebshöfe in Spremberg und Forst vermietet. Danach übernahm die Neißeverkehr mit zehn verbliebenen Mitarbeitern und einem Fuhrpark von neun Fahrzeugen Aufträge als Subunternehmer der Cottbusverkehr GmbH.
Zum 1. August 2017 stellte die Neißeverkehr GmbH ihr operatives Geschäft endgültig ein. Im Februar 2020 verkaufte der Landkreis Spree-Neiße seine Anteile an Neißeverkehr an die Prignitzer Eisenbahn GmbH, die damit alleiniger Gesellschafter ist. Die Neißeverkehr besteht heute nur noch als Unternehmenshülle ohne Beschäftigte.